# Журавець лучний
{{#ifeq:0|0|{{#if:|{{#if:Geraniumpratense|[[]}}|}}}}
Журав́ець лучн́ий , або герань лучна (Geranium pratense) — багаторічна рослина родини геранієвих,

## Назва
Рослина також відома під народними назвами бузьочник, васильки лісові, вереск болотний, вовчуга, вовчура, враз жіночий, грабельки, грабки, дворянин, дзіндзівер, журавельник, журавлинник, кленовий лист, кудрявчик, лапа вовча, лапка орлина, лапки вовчі, лапошник, лико вовче, маточник, маточниця, підорішник, пліснявка, ранник, ружа польова, стопа вовча, сузик, тоя берегова, тоя лісова, троїця, францовник, червишник, черевички зозулині.

## Опис

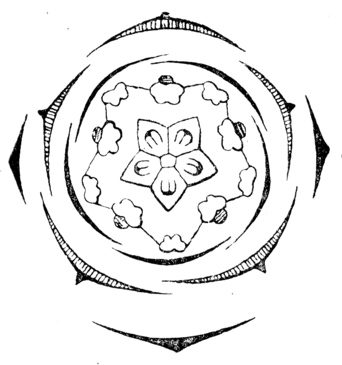
Квіткова діаграма журавцю лучного (Geranium pratense)

Трав'янистий багаторічник заввишки 30-80 см, що росте на узліссях та луках, у світлих лісах, серед чагарників і біля житла, звичайно у лісовій зоні та у лісостепу.
Квітки на довгих квітконіжках, опушених залозистими волосками, у складному цимозному суцвітті, складеному із зближених монохазіїв. Квітки завширшки близько 3 см, п'ятичленні, актиноморфні, п'ятиколові. Чашечка роздільнолиста, зелена, залишається при плодах. Чашолистки опушені простими залозистими волосками, овальні або довгасті, з довгим остюком на верхівці і трьома помітними, часто ліловими жилками. Віночок майже вдвічі ширший від чашечки, бузково-синій, широко відкритий. Пелюстки оберненоширокояйцевидні, з дуже короткими, іноді слабо опушеними нігтиками і округлими відгинами. Тичинок 10, вони розташовані у двох колах. Тичинки зовнішнього кола коротші від тичинок внутрішнього кола. Тичинкові нитки при основі розширені і злегка зрослі. Тичинки внутрішнього кола з великими, прикріпленими до основ нектарниками, опушеними довгими волосками. Пиляки довгасті, бузкового кольору, хиткі.
Плід — коробочка-стеригма. Мерикарпії залишаються прикріпленими під стовпчиком, а насіння з них випадає.

## Поширення
У природі ареал виду охоплює помірні райони Євразії, від Іспанії на заході до Китаю на сході і від Скандинавії на півночі до Індії на півдні. Культивується і натуралізувався повсюдно.
Зростає на помірно вологих суходільних і степових луках, вологих лісових галявинах, у листяних і хвойних лісах, серед чагарників, близько парканів.

## Практичне використання
На Кавказі корені герані лучної вважають добрим замінником картоплі.
Вирощується у декоративних цілях. Має культурні сорти.
У народній медицині використовують траву і корені рослини. Вони містять дубильні речовини: корені — 19-38 %, квітки ~ 16 %. У листі багато вітаміну C. Використовують при маткових кровотечах, проносах та епілепсії, як знеболювальний засіб при зубному болю, для компресів і обмивань при гнійничкових захворюваннях шкіри та екземі.
Медова продуктивність — до 80 кг з 1 га суцільних заростей.

## На марках
Зображена на поштовій марці Росії 1995 року.

## Галерея

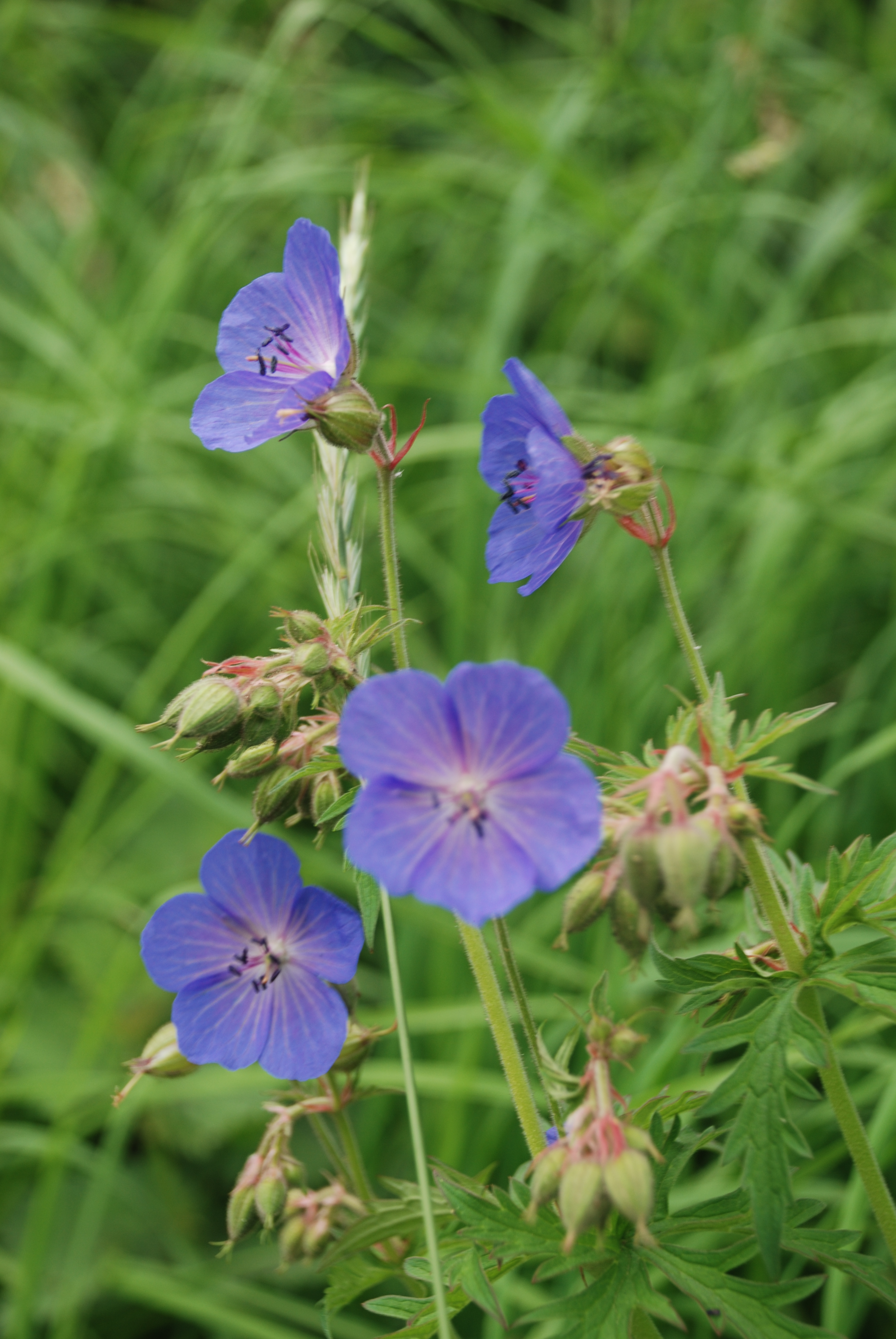
Квіти
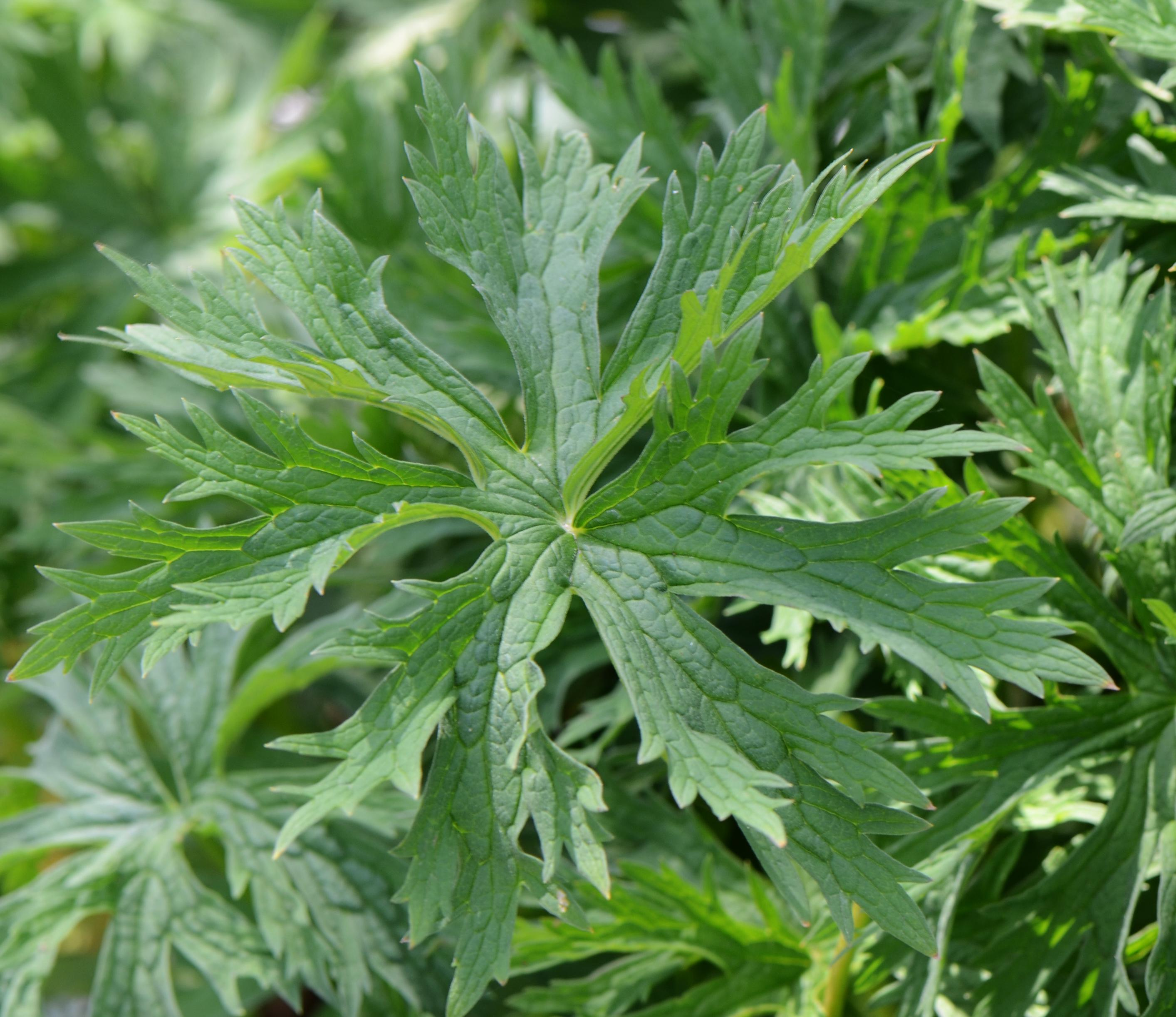
Листя
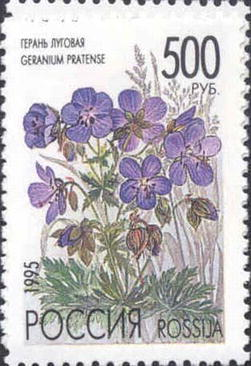
На поштовій марці
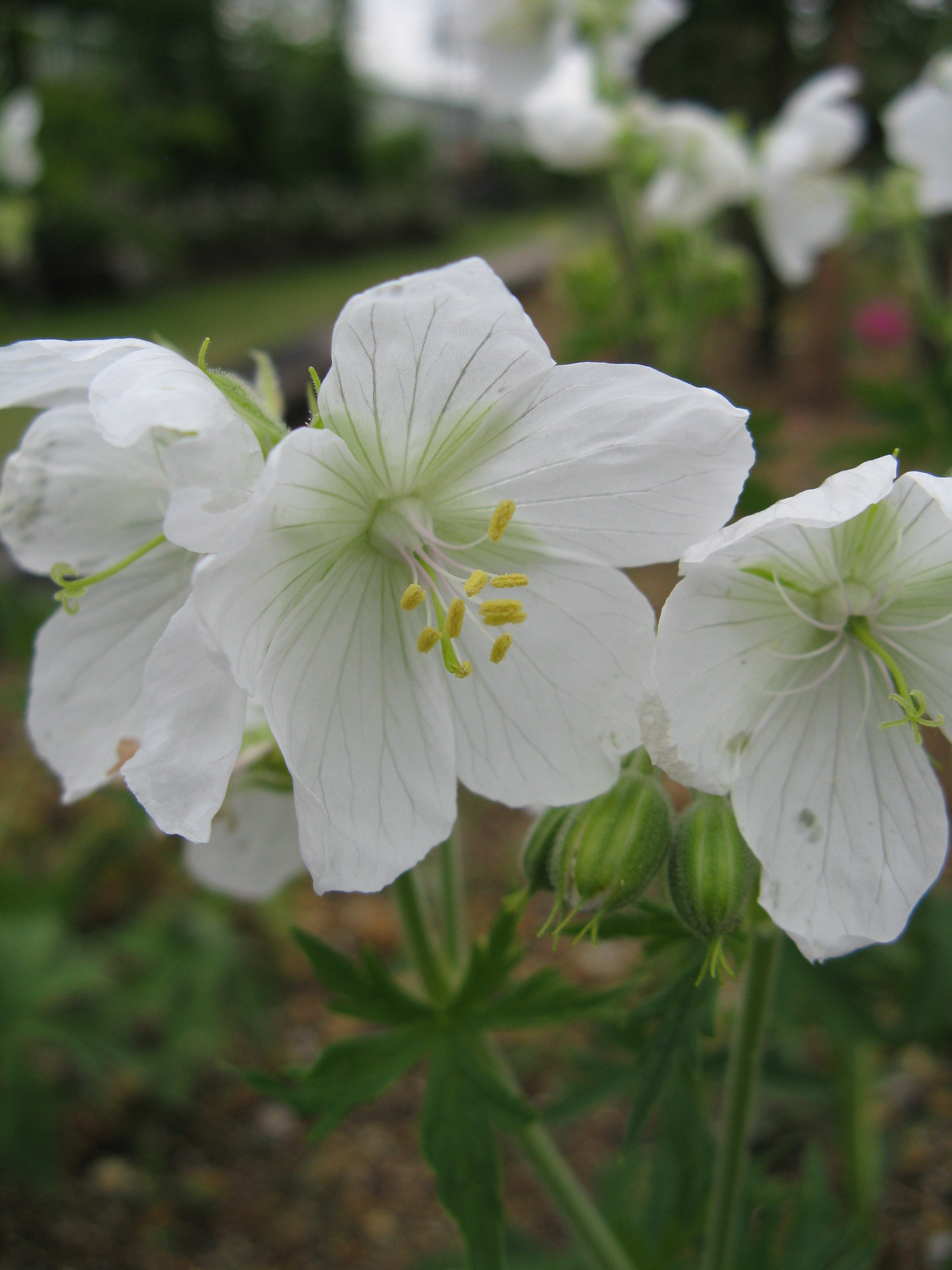
Сорт «Alba»
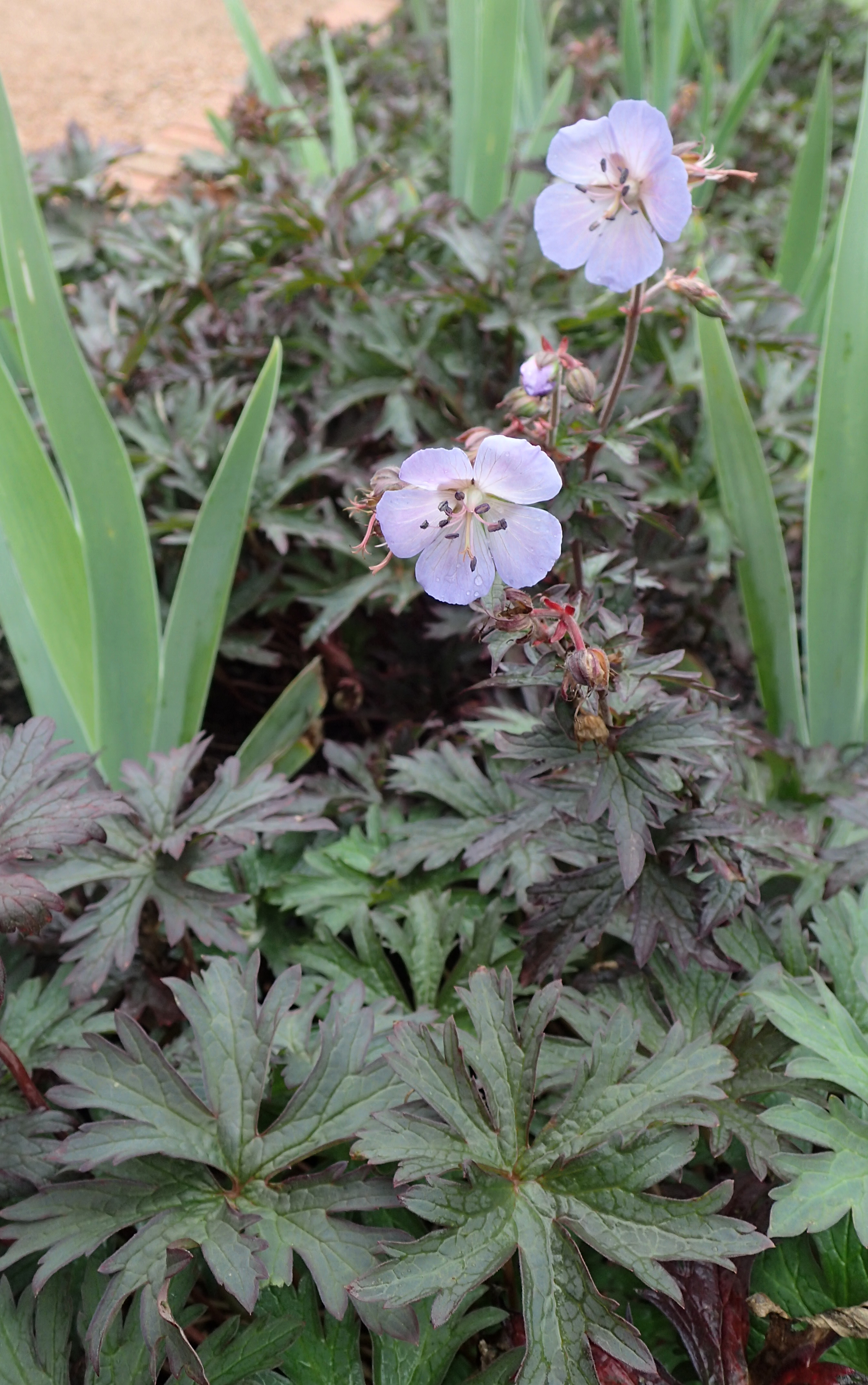
Сорт «Hocus Pocus»
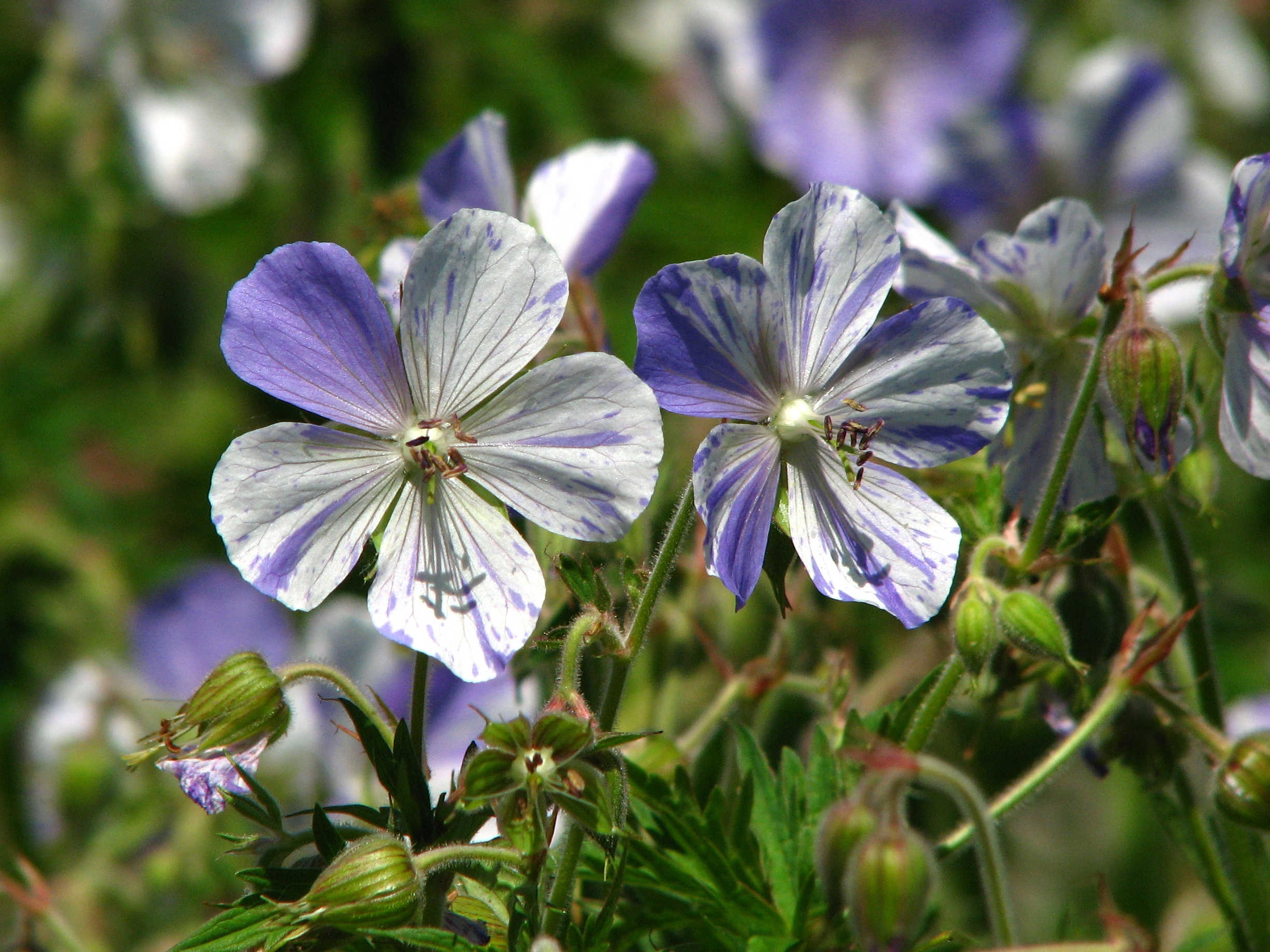
Сорт «Splish-splash»